# Östersjön (Rengsjö socken, Hälsingland)
Östersjön är en sjö i Bollnäs kommun i Hälsingland och ingår i Ljusnans huvudavrinningsområde. Sjön är 8,6 meter djup, har en yta på 0,659 kvadratkilometer och befinner sig 77,2 meter över havet. Sjön avvattnas av vattendraget Florån (Glössboån). Vid provfiske har abborre, gädda och mört fångats i sjön.

## Delavrinningsområde
Östersjön ingår i det delavrinningsområde (680580-154439) som SMHI kallar för Utloppet av Östersjön. Medelhöjden är 106 meter över havet och ytan är 3,48 kvadratkilometer. Räknas de 2 avrinningsområdena uppströms in blir den ackumulerade arean 18,41 kvadratkilometer. Florån (Glössboån) som avvattnar avrinningsområdet har biflödesordning 2, vilket innebär att vattnet flödar genom totalt 2 vattendrag innan det når havet efter 37 kilometer. Avrinningsområdet består mestadels av skog (44 procent) och jordbruk (23 procent). Avrinningsområdet har 0,63 kvadratkilometer vattenytor vilket ger det en sjöprocent på 18 procent. Bebyggelsen i området täcker en yta av 0,16 kvadratkilometer eller 5 procent av avrinningsområdet.